# オーボエ、クラリネット、ホルン、ファゴットと管弦楽のための協奏交響曲
オーボエ、クラリネット、ホルン、ファゴットと管弦楽のための協奏交響曲 変ホ長調 K.297b (K.Anh.C14.01) は、かつてヴォルフガング・アマデウス・モーツァルトが作曲したと考えられていた協奏交響曲である。本項では散逸したモーツァルトの作品であるフルート、オーボエ、ホルン、ファゴットと管弦楽のための協奏交響曲 K.297Bについても言及する。

## 概要
パリ到着間もないモーツァルトが、1778年の4月にちょうどパリに居合わせた4人の名管楽器奏者、フルートのウェンドリング、オーボエのラム、ファゴットのリッター、ホルンのプントのための1曲の協奏交響曲を作曲し、コンセール・スピリチュエル（1725年以来テュイルリー宮殿で行われていた音楽会）で演奏させるために、総監督のジャン・ル・グロに自筆譜を売り渡し、演奏会に使う写譜の作成の際に、何らかの邪魔が入り、結局演奏されなかったということである。
ここまでの経緯は、モーツァルトから父のレオポルト・モーツァルトに宛てた1778年5月1日の手紙に次のように記されている。
この手紙を見ればわかるように、モーツァルトはル・グロの不誠実な態度に不快感を示し、陰謀ではないかと疑っている。マルティーニやタルティーニの弟子で当時の流行作曲家だったジュゼッペ・カンビーニの妨害ではないかと考えていたようで、1778年5月1日の父に宛てたモーツァルトの手紙には以下のように記されている。
だが、カンビーニはモーツァルトを高く評価しており、彼の作品を筆写していることや、本人が明確に否定していることなどからも、演奏不能に陥った一件が彼の妨害である可能性は高くない。当時のパリには多数の有力な音楽家が住んでおり、互いにしのぎを削っていたのであるから、パリの作曲家の誰かがモーツァルトに得意分野での名声を奪われることを恐れて陰謀を企てたというのは可能性が高いと考えてよいだろう。本作の楽譜は2014年現在も作品は発見されておらず、ケッヘルによる1862年出版の「モーツァルト作品主題目録」初版では消失作品とされた。
この作品の作曲後に、モーツァルトはフルートとハープのための協奏曲の作曲に着手している。また、コンセールで演奏させるため、ル・グロの注文で交響曲第31番『パリ』も作曲された。

## 筆写譜の発見
20世紀初頭になってドイツの音楽学者オットー・ヤーン（1813年 – 1869年）の遺品の中から、それまで知られていなかったオーボエ、クラリネット、ホルン、ファゴットと管弦楽のための協奏交響曲の筆写譜が発見された。ヤーンによる伝記『W.A.モーツァルト』の校訂者であったヘルマン・ダイタースは1904年の改訂出版の際、「この筆写譜は消失したフルート、オーボエ、ホルン、ファゴットと管弦楽のための協奏交響曲の編曲譜である」という説を発表した。この説が支持された根拠は、モーツァルトが10月3日の父に宛てた手紙で、
と記しているからである。
この説は広く受け入れられ、1905年のケッヘル第2版ではこの筆写譜をオリジナルの真正の編曲とみなして「付録」を示す「Anh.9」の番号を付し、さらに音楽学者のアインシュタインが改訂した1937年の第3版では「K.297b」という番号を与えて作品目録の「本編」に組み入れた。しかしこの説では散逸したフルート、オーボエ、ホルン、ファゴットと管弦楽のための協奏交響曲に関する史料と比較検討した際に、なぜソロ編成がフルートからクラリネットに変更されたのかという疑問への説明がついていない。また、本作はすべての楽章が同じ変ホ長調で書かれているという重要な疑問点があり、筆写譜や伝記的状況、クラリネットなどの用法を詳細に検討した結果、偽作の可能性が非常に強いという判断を下し、1964年のケッヘル第6版では、「疑作、偽作」を示す「Anh.C14.01」という番号を与えた。そしてオリジナルが消息不明のままフルート、オーボエ、ホルン、ファゴットと管弦楽のための協奏交響曲はK.297Bとしてその存在だけが本編に組み入れられた。本作をモーツァルトの真作と見る研究者もいるが決定的な証拠が欠けているため、散逸したフルート、オーボエ、ホルン、ファゴットと管弦楽のための協奏交響曲の自筆稿の発見でもない限り、真偽の決定が困難な状況である。
音楽学者のフリードリヒ・ブルーメは
という見解を示している。

## 楽器編成と詳細
18世紀末にパリ楽壇を風靡した特殊なジャンル「協奏交響曲」の典型的なスタイルを示している。また、独奏楽器の用法に卓越した筆致を示しており、こうした点が本作のモーツァルト真筆説の論拠となっている。一方で、前節において示しているように、全楽章が変ホ長調で書かれている点やクラリネットなどの用法を詳細に検討した結果において、本作はモーツァルトの作品とは言いがたいと判断されている。
- 楽器編成：オーボエ、クラリネット、ホルン、ファゴットは独奏。伴奏楽器は、オーボエ2、ホルン2、ヴァイオリン2部、ヴィオラ、バス
- 演奏時間はおよそ30分。
- 作曲時期：不明。
- 自筆譜：なし。発見された第三者（オットー・ヤーンの筆跡ではない）による楽譜はベルリン国立図書館蔵。
- 構成：3楽章構成。

### 第1楽章
アレグロ 変ホ長調 4分の4拍子 協奏曲風ソナタ形式
弦楽器のユニゾンで演奏される特徴的なリズムをもった第1主題は導入的性格のもの。主題としての機能は続けて演奏される。

### 第2楽章
アダージョ 変ホ長調 4分の4拍子

### 第3楽章
アンダンティーノ・コン・ヴァリッツィオーネ 変ホ長調 4分の2拍子
主題と10の変奏による。主題は24小節からなるシャンソン風のもの。16小節までは弦のピッツィカートを伴奏に、他の独奏楽器を従えたオーボエが奏し、17小節以下は管弦楽だけによる終結句となっている。終結句は常に管弦楽だけで、しかも余り大きく変奏されないので、ルフランのような役割を果たしている。10の変奏は独奏者の技巧を引き出すべく、様々な音型や楽器の組み合わせで巧妙に書かれている。第10変奏がテンポをアダージョに落とした後、8分の6拍子、アレグロと転じ、全曲が華やかに閉じられる。

## ロバート・レヴィンとダニエル・リースンによる新説と復元稿
1974年にアメリカのピアニストで音楽学者のロバート・レヴィンと音楽学者のダニエル・リースンが「統計的・構造的・方法学」という方法で、コンピューターによってオーボエ、クラリネット、ホルン、ファゴットと管弦楽のための協奏交響曲を解析したところ、この作品がモーツァルトの真筆であるという結論を出した。しかし、管弦楽法にモーツァルトらしからぬ点が多く、ソロ・パートのみが後世に伝わり第三者がオーケストラ・パートを加筆したと鑑定した。さらに、統計的・構造的・方法学によって、本来あるべきオーケストラ・パートを復元、ソロ・パートもフルート、オーボエ、ホルン、ファゴットに復元した稿を作成した。手法の是非はともかく、この復元稿を用いた録音や演奏会も増えつつある。

## 日本への紹介
日本へは近衛秀麿によって比較的早く紹介され、1927年（昭和2年）と1930年（昭和5年）に近衛指揮の新交響楽団（ソリストは団員）によって演奏されている。近衛はその後、1937年（昭和12年）にベルリン・フィルハーモニー管弦楽団と同曲を録音し、1954年（昭和29年）の近衛管弦楽団第14回定期演奏会でも演奏、さらには1970年（昭和45年）のハインツ・ホリガー初来日の際に、日本フィルハーモニー交響楽団（オーボエ以外のソリストは団員）を指揮している。なお、ベルリン・フィル録音ではオーケストラのみの部分に数か所のカットがあり、近衞自身の考えによると考えられるが、現下のCD評などで、それに言及したものはない。
一方、レヴィンとリースンによる復元版は2004年（平成16年）に小澤征爾指揮の水戸室内管弦楽団によって演奏され、CDも録音された。なお、小澤はそれ以前の演奏（たとえば1987年（昭和52年）の桐朋学園オーケストラ、宮本文昭、千葉馨など）では慣行版を用いていた。つまり水戸では宮本文昭が今度は同じ指揮者でレヴィン版を演奏することになった。